# Diclidurus scutatus
Diclidurus scutatus là một loài động vật có vú Nam Mỹ trong họ Dơi bao, bộ Dơi. Loài này được Peters mô tả năm 1869. Loài dơi này sinh sống ở Brazil, Colombia, Ecuador, Guyana thuộc Pháp, Guyana, Peru, Surinam và Venezuela.